# Калмиківська сільська громада
Калмиківська сільська об'єднана територіальна громада — колишня об'єднана територіальна громада в Україні, в Старобільському районі Луганської області, з адміністративним центром в селі Калмиківка.
Площа громади — 169,34 кв. км, населення — 1 362 (2018 р.).
Утворена 26 червня 2018 року шляхом об'єднання Калмиківської та Світлівської сільських рад Старобільського району Луганської області.
Перспективним планом формування громад Луганської області передбачено ліквідацію громади з приєднанням території до складу Старобільської міської територіальної громади Старобільського району Луганської області.

## Населені пункти
До складу громади увійшли села Джемільне, Єгорівка, Калмиківка, Кринички, Левадне, Новодонбаське та Світле. 